# Nacarina valida
Nacarina valida is een insect uit de familie van de gaasvliegen (Chrysopidae), die tot de orde netvleugeligen (Neuroptera) behoort. 
Nacarina valida is voor het eerst wetenschappelijk beschreven door Erichson in Schomburgk in 1848.